# Valdosta
Valdosta je město v okresu Lowndes County ve státě Georgie ve Spojených státech amerických. Leží v jižní části státu Georgie severně od městečka Madison na Floridě a jižně od města Tifton. Od floridské státní hranice leží pouhých asi 10 kilometrů. Je čtrnáctým nejlidnatějším městem v Georgii. 
K roku 2020 zde žilo 55 378 obyvatel. S celkovou rozlohou 94 km² byla hustota zalidnění 594 obyvatel na km². Ve městě sídlí Valdosta State University. South Georgia Regional Library ve městě provozuje dvě knihovny. Leží v oblasti s vlhkým subtropickým podnebím. 